# Контроллер электрический
Контро́ллер электрический — многопозиционный коммутационный электрический аппарат, предназначенный для управления электрическими вращающимися машинами и трансформаторами путём коммутации резисторов и/или обмоток машин и трансформаторов.
Контроллеры применяются в системах непосредственного управления (НСУ) и также в системах косвенного управления электрическими машинами: реостатно-контакторных системах управления (РКСУ) и тиристорно-импульсных системах управления (ТИСУ). В более поздних системах управления тяговым электроприводом термин контроллер уже не применяется. Так, в транзисторно-импульсных схемах управления двигателями постоянного тока орган, обеспечивающий управление режимом работы двигателя, называется регулятором, а в системах асинхронного привода — частотным преобразователем.

## Основные типы контроллеров для НСУ

### Барабанный контроллер
Барабанные контроллеры применяются для управления электрическим двигателем до 60 кВт (включение, выключение, изменение направления вращения и частоты вращения) при редких включениях (до 240 включений в час). Недостатком барабанного контроллера является невысокая износостойкость.

#### Конструкция барабанного контроллера
Барабанный контроллер состоит из вращающегося вала и группы неподвижных контактов. На изолированном валу крепятся металлические сегменты разного размера, расположенные под разными углами друг к другу и являющиеся подвижными контактами контроллера. Отдельные сегменты могут быть электрически соединены между собой.
Неподвижные контакты (контактные пальцы) крепятся на неподвижном основании и изолированы друг от друга. Каждый контактный палец соответствует сегменту вращающейся части контроллера. К ним подключаются внешние проводники.
При повороте вала контактные пальцы соприкасаются с сегментами в последовательности, определяемой взаимным расположением, размерами сегментов и наличием соединений между ними.

### Плоский контроллер
Предназначены для плавного регулирования поля возбуждения крупных электрических генераторов и для пуска двигателей большой мощности, так как имеют много ступеней для переключения. Управляется с помощью винтов, которые приводятся в движение с помощью электрического двигателя. При ремонтных работах контроллер приводится в движение вручную, с помощью рукоятки. Недостаток — малая износостойкость.

### Кулачковый контроллер
Управляется с помощью рычага, число включений в час достигает 600. Особенностью является то, что включение происходит за счёт пружины, а выключения за счет кулачка, поэтому контакты разводятся даже при сваривании.

## Основные типы контроллеров для РКСУ
Подробно в статье: РКСУ

## Основные типы контроллеров для ТИСУ
Подробно в статье: ТИСУ